# Vatikanbiblioteket
Vatikanbiblioteket (latin: Bibliotheca Apostolica Vaticana) er Den hellige stols bibliotek, og ligger i Vatikanstaten. Det har en af de ældste og vigtigste bibliotekssamlinger af historiske tekster. 
Pave Nikolaus V (pave 1447-1455) oprettede biblioteket i 1448 da han kombinerede omkring 350 græske, latinske og hebraiske kodekser overleveret af hans forgængere med sin egen samling og fortløbende kostbare nyanskaffelser, blandt dem manuskripter fra Konstantinopels kejserlige bibliotek.
Da den første bibliotekar, Bartolomeo Platina, oprettede en bestandsfortegnelse i 1481, blev den på over 3500 enkeltposter. Dermed stod det fast at biblioteket allerede da var det største i den vestlige verden. Omkring 1587 gav pave Sixtus V arkitekten Domenico Fontana til opgave at konstruere en ny bygning til biblioteket. Denne bygning er stadig i brug. Bøgerne var lænket til og op- eller udstillet på bænke eller pulte. 
Over århundrederne blev biblioteksbestanden yderligere forøget ved gaver og anskaffelser. 
I 1623 blev biblioteket i arvefyrstedømmet Pfalz i Heidelberg med sine omkring 3500 manuskripter skænket af hertug Maximilian I af Bayern til Pavestolen. Lidt er senere blevet givet tilbage til Heidelberg, men størstedelen af samlingen er stadig i Vatikanet. 
I 1657 anskaffede biblioteket også manuskripterne som hertugerne af Urbino havde samlet. I 1661 blev grækeren Leo Allatius udnævnt til bibliotekar. Kristina af Sverige sørgede for at hendes bibliotek, der i praksis var omtrent alt som havde hørt til det svenske kongelige bibliotek, også blev en del af Vatikanbiblioteket ved hendes død i 1689. 
I 2005 havde biblioteket 75.000 manuskripter og over 1,1 millioner trykte bøger, af dem ca. 8.500 inkunabler. "Vatikanets hemmelige arkiver" blev udskilt fra biblioteket tidligt i 1600-tallet; de har yderligere 150.000 bestandele.
Blandt bibliotekets mest fremstående skatte er Codex Vaticanus, det ældste bibelmanuskript som kendes. Procopius' "hemmelige historie" blev opdaget i biblioteket i 1623.